# Eder & Heylands Brauerei
Die Eder & Heylands Brauerei ist eine in Großostheim (Landkreis Aschaffenburg) ansässige Brauerei.

## Geschichte
Erstmals schriftlich erwähnt wurde der Geburtsort der Eder-Brauerei, der Gasthof zum Ochsen in Großostheim 1779. 1979 wurde die Großostheimer Schwanenbrauerei in das Unternehmen integriert, 1983 schloss sich die alteingesessene Aschaffenburger Bavaria-Brauerei dem Unternehmen an, 1991 kam die Schlossbrauerei zu Thüngen dazu, 1998 fusionierten die Eder-Brauerei und die Heylands Brauerei zur neuen Eder & Heylands Brauerei.
Die Brauerei bietet Biere der Marken Eder’s, Bavaria, Heylands und Schlappeseppel an. Schlappeseppel ist der Name eines Gasthauses in Aschaffenburg und der dort bis 1975 ansässigen Brauerei.
2009 lag der Bierausstoß bei 300.000 Hektoliter (1986 700.000 hl).

## Marken

### Eder’s
- Eder’s Pilsener
- Eder’s Export

### Bavaria
- Bavaria Weizenbier hell
- Bavaria Weizenbier alkoholfrei – isotonisch

### Heylands
- Heylands Export
- Heylands Pilsener
- Brown Shuga, Biermix aus 50 % Exportbier und 50 % Cola, koffeinhaltig
- Heylands Radler

### Schlappeseppel
Die Brauerei Schlappeseppel wurde 1803 gegründet. Die (auch auf dem rückwärtigen Etikett der Schlappeseppel-Export Bierflasche) häufig kolportierte Geschichte, dass die Brauerei 1631 von einem Soldaten gegründet wurde, muss ins Reich der Legenden verwiesen werden. Im Jahr 1975 wurde der Braubetrieb beendet und 1978 die Markenrechte an die Brauerei Heylands in Aschaffenburg verkauft. Die Marke wurde mit dem Verkauf von Heylands zunächst Eigentum der März-Gruppe, dann von Henninger, von Dietmar Hopp und ab 1998 von Eder & Heylands. Das Gasthaus Brauerei Schlappeseppel firmierte weiter unter diesem Namen, serviert aber nun Bier der Brauerei Faust.
Die Marke Schlappeseppel ist die umsatzstärkste der vier Marken des Unternehmens und liefert die Hälfte des Umsatzes. Mit dem Kauf durch Eder & Heylands wurde Umsatz und Bekanntheit der Marke deutlich gesteigert. Dazu trug auch die Verwendung von Bügelverschlussflaschen beim Schlappeseppel Special (dem sogenannten „Seppelchen“) bei.

#### Sorten
- Export
- Pils (mit und ohne Alkohol)
- Helles
- Seppelsche
- Kellerbier
- Landbier
- Weißbier
- Weißbier dunkel
- Weißbier alkoholfrei
- Dunkel
- Winterbock (September bis Dezember des Jahres)
- Gestacheltes Festmärzen (nur 2016 anlässlich Schlappeseppel Marktplatzfest)
- Frühlingsbote Weizenbock (nur 2017 Saison Bier)
- Craftbier Quartett (nur 2018 im 1. Quartal)

## Kalt-Loch Dunkel
2010 stellte die älteste Brauerei Miltenbergs, die Kalt-Loch-Bräu, den Braubetrieb ein. Kalt-Loch Dunkel wird seither in der Eder & Heylands Brauerei gebraut.

## Pfungstädter Bier
Seit April 2023 wird das Bier der Pfungstädter Brauerei Hildebrand nach der Pfungstädter Rezeptur in der Brauerei Eder & Heylands gebraut.

## Auszeichnungen (Auswahl)
- Im Jahr 2009 wurde das „Schlappeseppel Special“ vom Pro-Bier-Club Deutschland zum „Bier des Jahres“ gewählt.[6]

## Trivia
- Einmal jährlich, meist im April, findet an einem Wochenende ein Brauereihoffest auf dem Brauereigelände und in einer zum bayerischen Festzelt umdekorierten Halle statt.
- Nachdem zum 1. Oktober 2011 ein auf 33 Jahre geschlossener Bierlieferungsvertrag mit Heylands auslief, entschied sich der Eigentümer des Schlappeseppel-Traditionsgasthauses in Aschaffenburg, dazu, Bier künftig vom 1654 gegründeten Brauhaus Faust aus Miltenberg auszuschenken. Bereits Anfang der 1990er Jahre hatte er versucht, den Vertrag gerichtlich aufheben zu lassen. Der Name des Gasthauses blieb jedoch unverändert. Gegen den Wechsel protestierten mehrere tausend Menschen in der Facebook-Benutzergruppe „Gegen den Ausschank von Faust Bier in der Brauereigaststätte Schlappeseppel“.[7]
- Die Schlappeseppel-Bierdeckel wurden von dem  Karikaturistenduo Greser & Lenz gezeichnet. Mittlerweile gibt es über 60 verschiedene Karikaturen. Die Bierdeckel sind zu Sammlermotiven geworden.
- Die Brauerei gehört den Freien Brauern an.